# Give More Love
Give More Love es el decimonoveno álbum de estudio del músico británico Ringo Starr, publicado por la compañía discográfica Universal Music el 15 de septiembre de 2017. El álbum, grabado en su estudio de Los Ángeles, contó con la colaboración de amigos como Paul McCartney, frecuentes colaboradores de Starr como Joe Walsh, Dave Stewart, Gary Nicholson y miembros de su All-Starr Band.

## Trasfondo
Starr comenzó a grabar Give More Love después de publicar Postcards from Paradise y de salir de gira con su All-Starr Band. En un principio, comenzó colaborando con David Stewart en un intento por producir un álbum de country en Nashville (Tennessee), pero acabó descartando la idea y siguió grabando otras canciones en su estudio personal de Los Ángeles (California). Para su grabación, contó con varios de sus colaboradores habituales como Steve Lukather, Peter Frampton, Joe Walsh, Edgar Winter y Timothy B. Schmit. Además, el álbum también incluyó la colaboración de Paul McCartney tocando el bajo y cantando los coros en un par de canciones. Starr anunció la participación de McCartney en Give More Love a través de un tuit en su cuenta de Twitter.
Give More Love incluyó diez composiciones nuevas y regrabaciones de cuatro canciones antiguas: "Back Off Boogaloo", basada en el demo original de Starr y regrabada con la colaboración de Jeff Lynne y de Joe Walsh; "You Can't Flight Lightning", con la banda sueca Alberta Cross; y "Photograph" y "Don't Pass Me By", ambas grabadas con el grupo Vandaveer. El álbum fue anunciado oficialmente el 7 de julio de 2017, coincidiendo en el 77.º cumpleaños del músico y de forma simultánea al lanzamiento de "Give More Love" como primer sencillo vía streaming. El 18 de julio se estrenó "We're on the Road Again", seguido un mes después por "So Wrong for So Long".

## Lista de canciones
| N.º   | Título                    | Escritor(es)                   | Duración |  |
| 1.    | «We're on the Road Again» | Richard Starkey Steve Lukather | 4:24     |  |
| 2.    | «Laughable»               | Starkey Peter Frampton         | 3:00     |  |
| 3.    | «Show Me the Way»         | Starkey Lukather               | 4:42     |  |
| 4.    | «Speed of Sound»          | Starkey Richard Marx           | 3:46     |  |
| 5.    | «Standing Still»          | Starkey Gary Burr              | 3:06     |  |
| 6.    | «King of the Kingdom»     | Starkey Van Dyke Parks         | 4:36     |  |
| 7.    | «Electricity»             | Starkey Glen Ballard           | 3:38     |  |
| 8.    | «So Wrong for So Long»    | Starkey Dave Stewart           | 4:03     |  |
| 9.    | «Shake It Up»             | Starkey Gary Nicholson         | 3:02     |  |
| 10.   | «Give More Love»          | Starkey Nicholson              | 4:01     |  |
| 38:16 |                           |                                |          |  |

| Temas extra |                                                 |          |  |
| N.º         | Título                                          | Duración |  |
| 11.         | «Back Off Boogaloo»                             | 2:55     |  |
| 12.         | «Don't Pass Me By» (con Vandaveer)              | 3:38     |  |
| 13.         | «You Can't Fight Lightning» (con Alberta Cross) | 4:21     |  |
| 14.         | «Photograph» (con Vandaveer)                    | 3:35     |  |

## Personal
| - Ringo Starr – voz, percusión (1–11), batería (1–4, 6–11), guitarra (11) y piano (12) - Steve Lukather – guitarra (1, 3, 4), teclados (1, 3) y coros (1) - Joe Walsh – guitarra (7, 11) y coros (1) - Peter Frampton – guitarra (2, 4) y coros (2) - Greg Leisz – guitarra(5, 8) - Steve Dudas – guitarra (5, 6, 9, 10) - David A. Stewart – guitarra (6, 8) - Gary Nicholson – guitarra (9) - Jeff Lynne – guitarra (11) - Petter Ericson Stakee – guitarra (13), coros (13) y percusión (13) - Matthew Pynn – guitarra (13) - J. Tom Hnatow – guitarra (12, 14) - Mark Charles Heidinger – guitarra (12, 14), bajo (12, 14) y coros (12, 14) | - Jim Cox – teclados (8, 10), piano (1) y órgano (3) - Benmont Tench – teclados (2, 7) - Edgar Winter – piano (9), saxofón (6) y coros (1) - Glen Ballard – teclados (7) y coros (7) - Bob Malone – piano (11) - Paul McCartney – bajo (1, 3) y coros (1) - Nathan East – bajo (4, 5, 6, 8, 11) - Don Was – bajo (7, 9) - Matt Bissonette – bajo (10) - Erik MacQueen – bajo (13) - Fredrik Aspelin – batería (13) y percusión (13) - Robby Consenza – batería (12, 14), percusión (12, 14) y armónica (12) - Bruce Sugar – batería (5) y teclados (6) | - Gregg Bissonette – percusión (10) - Timothy B. Schmit – coros (2, 3, 10) - Richard Page – coros (2, 3, 10) - Amy Keys – coros (2, 3, 4, 6, 7, 9, 10) - Windy Wagner – coros (4, 6, 7, 9) - Gary Burr – coros (5, 8) y guitarra (5) - Georgia Middleman – coros (5, 8) - Rose Guerin – coros(12, 14) - Viktor Buck – coros (13) |

## Posición en listas
| País                            | Posición |
| ------------------------------- | -------- |
| Austria (Ö3 Austria)            | 65       |
| Bélgica (Ultratop flamenca)     | 94       |
| Bélgica (Ultratop valona)       | 43       |
| República Checa (ČNS IFPI)      | 18       |
| Francia (SNEP)                  | 49       |
| Alemania (Media Control Charts) | 69       |
| Escocia (Scottish Albums Chart) | 76       |
| España (PROMUSICAE)             | 71       |
| Suiza (Schweizer Hitparade)     | 51       |
| Estados Unidos (Billboard 200)  | 128      |